# Josip Cmrok
Josip Cmrok (Zagreb, 3. srpnja 1932. – Zagreb, 1. listopada 2012.), hrvatski kipar i keramičar.

## Životopis
Josip Cmrok rođen je u Zagrebu, 3. srpnja 1932. u kojem se od najranijih nogu školovao (kratkotrajno i u Osijeku i Vukovaru). Kao likovno nadaren, nakon osmogodišnjeg, školovanje je nastavio na Školi primijenjene umjetnosti u Zagrebu, prvo na Odjelu metala, da bi nakon toga prešao na Odjel keramike, gdje je 1956. godine diplomirao u klasi naše vrhunske keramičarke prof. Blanke Dužanec.  Školu primijenjene umjetnosti u Zagrebu. Godine 1962. diplomirao je na Akademiji likovnih umjetnosti u Zagrebu u klasi profesora Frana Krišinića. Majstorsku radionicu profesora Vanje Radauša pohađa od 1962. do 1964. godine.
Zatim je jedno vrijeme, od 1967. do 1976. djelovao kao slobodni umjetnik, baveći se podjednako i keramikom i skulpturom. Godine 1976. započinje s pedagoškim radom na Školi primijenjene umjetnosti u Zagrebu – prvo na Odjelu za obradu plemenitih metala, a potom na Odjelu keramičkih tehnika. Na toj prestižnoj umjetničkoj školi 20 je godina, do umirovljenja 1997. godine, odgajao generacije mladih umjetnika, uvodeći ih u sve tajne keramičkog i kiparskog zanata, ali i učeći ih oblikovanju i preciznoj obradi plemenitih metala. Istodobno je i dalje mnogo stvarao, samozatajno i tiho, u svom malom atelijeru u Zagrebu i u svom radnom prostoru u Senju (gdje je nakon umirovljenja znao provoditi veći dio godine), crtajući, modelirajući glinu i oblikujući skulpture, radeći skice za svoj sasvim poseban nakit i izvodeći ga u suradnji s majstorima-zlatarima. Pritom rijetko izlažući, osjećajući se najbolje u direktnom i tihom dijalogu sa svojim djelom. Bio je dugogodišnji član ULUPUH-a, u Sekcije za keramiku, staklo i porculan. O umjetnikovu radu opsežnu je studiju, povodom njegove samostalne izložbe u Muzeju za umjetnost i obrt, napisao Juraj Baldani, a isto tako je o njemu pisao i Danijel Žapčić.
Od 1967. do 1976. djeluje kao slobodni umjetnik. Godine 1976. počinje raditi na Odjelu za obradu plemenitih metala u Školi primijenjenih umjetnosti u Zagrebu. Nedugo nakon toga, počinje raditi i na Odjelu keramičkih tehnika. Odlazi u mirovinu 1997. godine.
Umro je u Zagrebu, 1. listopada 2012.

### Izložbe
- 05. listopada 1981. "Keramika= zlatarstvo",  Muzej za umjetnost i obrt, Zagreb
- 18. studenoga 1997. "Cmrok", Izložbeni salon Izidor Kršnjavi, Trg maršala Tita, Zagreb
- 03. svibnja 2000. "Povratak kulturi keramičkoga mišljenja", Izložbeni salon Izidor Kršnjavi, Trg maršala Tita, Zagreb
- 20. studenoga 2012. "Mala retrospektiva", Galerija ULUPUH  Arhivirana inačica izvorne stranice od 19. ožujka 2017. (Wayback Machine), Tkalčićeva 14, Zagreb